# Krążowniki lekkie typu Karlsruhe
Krążowniki lekkie typu Karlsruhe − typ dwóch niemieckich krążowników lekkich, które weszły do służby w Kaiserliche Marine tuż przed wybuchem I wojny światowej. 
Stanowiły rozwinięcie projektu poprzedniego typu Magdeburg. Lekko uzbrojone i opancerzone, ale szybkie i o dużym zasięgu, były optymalizowane pod kątem działań jako okręty rozpoznawcze lub rajdery na liniach komunikacyjnych przeciwnika. Budowę obu rozpoczęto w 1911 roku, zwodowane zostały dzień po dniu: „Karlsruhe” 11, a „Rostock” 12 listopada 1912 roku. Do służby weszły odpowiednio 15 stycznia i 5 lutego 1914 roku.
Obydwa okręty zostały utracone podczas działań wojennych: „Karlsruhe”, odnoszący sukcesy w zwalczaniu brytyjskiej żeglugi na środkowym Atlantyku, w wyniku przypadkowej eksplozji 4 listopada 1914 roku; „Rostock”, służący w siłach rozpoznawczych Hochseeflotte, podczas bitwy jutlandzkiej 1 czerwca 1916 roku.

## Projektowanie i budowa
Projekt dwóch nowych krążowników lekkich dla Kaiserliche Marine został zaakceptowany w ramach programu rozbudowy floty na rok budżetowy 1910. Konstrukcyjnie stanowił nieco powiększoną wersję wcześniejszego typu Magdeburg, o mocniejszej siłowni, lecz tym samym uzbrojeniu i opancerzeniu. W zamyśle planistów miały, dzięki dużej prędkości i sporemu zasięgowi, prowadzić działania rozpoznawcze na rzecz floty liniowej lub operować na morskich liniach komunikacyjnych przeciwnika.
Stępki pod obydwa okręty położono w 1911 roku w kilońskich stoczniach: przyszły „Karlsruhe” był budowany jako „Ersatz Seeadler” (numer stoczniowy 181) w Germaniawerft, przyszły „Rostock” jako „Ersatz Geier” (numer stoczniowy 560) w Howaldtswerke. Ceremonie wodowania krążowników odbyły się odpowiednio 11 i 12 listopada 1912 roku. Prace wykończeniowe również prowadzone były niemal równolegle i oba okręty weszły do służby na początku 1914 roku: „Karlsruhe” 15 stycznia, „Rostock” 5 lutego.

## Opis konstrukcji

### Charakterystyka ogólna
Krążowniki typu Karlsruhe miały długość całkowitą 142,2 m (139 m na konstrukcyjnej linii wodnej), szerokość maksymalną 13,7 m oraz zanurzenie 5,38 m na dziobie i 6,2 m na rufie (średnio 5,5 m). Wyporność konstrukcyjna wynosiła według projektu 4900 ton, pełna 6191 ton metrycznych. Kadłuby, zbudowane w oparciu o wzdłużny układ wiązań, były podzielone na 15 przedziałów wodoszczelnych i miały podwójne dno na 45% długości.
Opancerzenie było analogiczne do wcześniejszych jednostek typu Magdeburg: burtowy pas pancerny grubości do 60 mm, rozciągający się na około 80% długości kadłuba, pokład pancerny o grubości maksymalnej 60 mm, stanowisko dowodzenia chronione płytami o maksymalnej grubości 100 mm, działa artylerii głównego kalibru opancerzone 50 mm płytami. Całość wykonana była ze stali Kruppa.
Etatowa załoga każdego z okrętów liczyła 18 oficerów oraz 355 podoficerów i marynarzy.

### Urządzenia napędowe
Okręty typu Karlsruhe były napędzane dwoma zespołami turbin parowych typu Marine umieszczonych w osobnych maszynowniach, o łącznej projektowanej mocy 26 000 KM, z których każdy napędzał jedną trójłopatową śrubę o średnicy 3,5 m. Parę do turbin dostarczało 14 dwupaleniskowych kotłów typu Marine o ciśnieniu roboczym 16 at i powierzchni grzewczej 5800 m², z których 12 było opalanych węglem, dwa zaś paliwem płynnym. Kotły ustawione były w pięciu pomieszczeniach kotłowni na śródokręciu, z których spaliny odprowadzane były przez cztery kominy. Okręty miały pojedynczy ster. Instalację elektryczną o napięciu 220 V zasilały dwa turbogeneratory o mocy 200 i 240 kW.
Projektowana prędkość maksymalna miała wynosić 27,8 węzła. Na próbach morskich siłownia „Karlsruhe” osiągnął moc 37 885 KM i prędkość 28,5 węzła, zaś „Rostock” 43 628 KM i 29,3 węzła. Zapas paliwa, wynoszący 1300 t węgla i 200 t mazutu pozwalał uzyskać zasięg 5500 mil morskich przy prędkości ekonomicznej 12 węzłów lub 900 mil morskich przy 25 węzłach.

### Uzbrojenie
Uzbrojenie krążowników typu Karlsruhe było identyczne jak zastosowane na typie Magdeburg. Składało się z 12 dział 10,5 cm SK L/45, o długości lufy równej 45 kalibrom, umieszczonych na pojedynczych podstawach: dwóch na pokładzie dziobowym, obok siebie, dwóch w identycznej pozycji na pokładzie rufowym oraz po czterech na stanowiskach każdej burty na śródokręciu. Przy maksymalnym kącie podniesienia równym 30° i masie pocisku 17,5 kg miały donośność 12 700 m. Zapas amunicji wynosił 1800 sztuk, po 150 jednostek na lufę.
Uzbrojenie uzupełniały dwie podwodne wyrzutnie torpedowe kal. 500 mm z zapasem pięciu torped, zainstalowane prostopadle do osi podłużnej kadłuba na wysokości nadbudówki dziobowej, po jednej na burcie oraz maksymalnie 120 min morskich.

## Służba

### SMS „Karlsruhe”
Stępkę pod przyszły „Karlsruhe”, noszący na czas budowy tymczasową nazwę „Ersatz Seeadler” (jako zastępca przewidzianego do wycofania starego krążownika „Seeadler”), położono w stoczni Germaniawerft w Kilonii 21 września 1911 roku. Wodowanie nastąpiło 11 listopada 1912 roku, zaś wejście do służby w Kaiserliche Marine 15 stycznia 1914 roku. Wkrótce po wcieleniu do służby i osiągnięciu gotowości krążownik został wysłany w rejon Indii Zachodnich, gdzie miał reprezentować banderę niemiecką.
Po wybuchu wojny działał jako rajder w rejonie atlantyckich wybrzeży Ameryki, zatapiając pomiędzy sierpniem a październikiem 17 jednostek handlowych. 4 listopada 1914 roku został zniszczony eksplozją, spowodowaną prawdopodobnie przez wybuch głowic torpedowych, znajdujących się w magazynie poniżej pomostu bojowego. Zginęło 263 członków załogi, w tym dowódca i większość obsady mostka, 129 marynarzy zostało uratowanych przez dwa niemieckie statki zaopatrzeniowe. 

### SMS „Rostock”

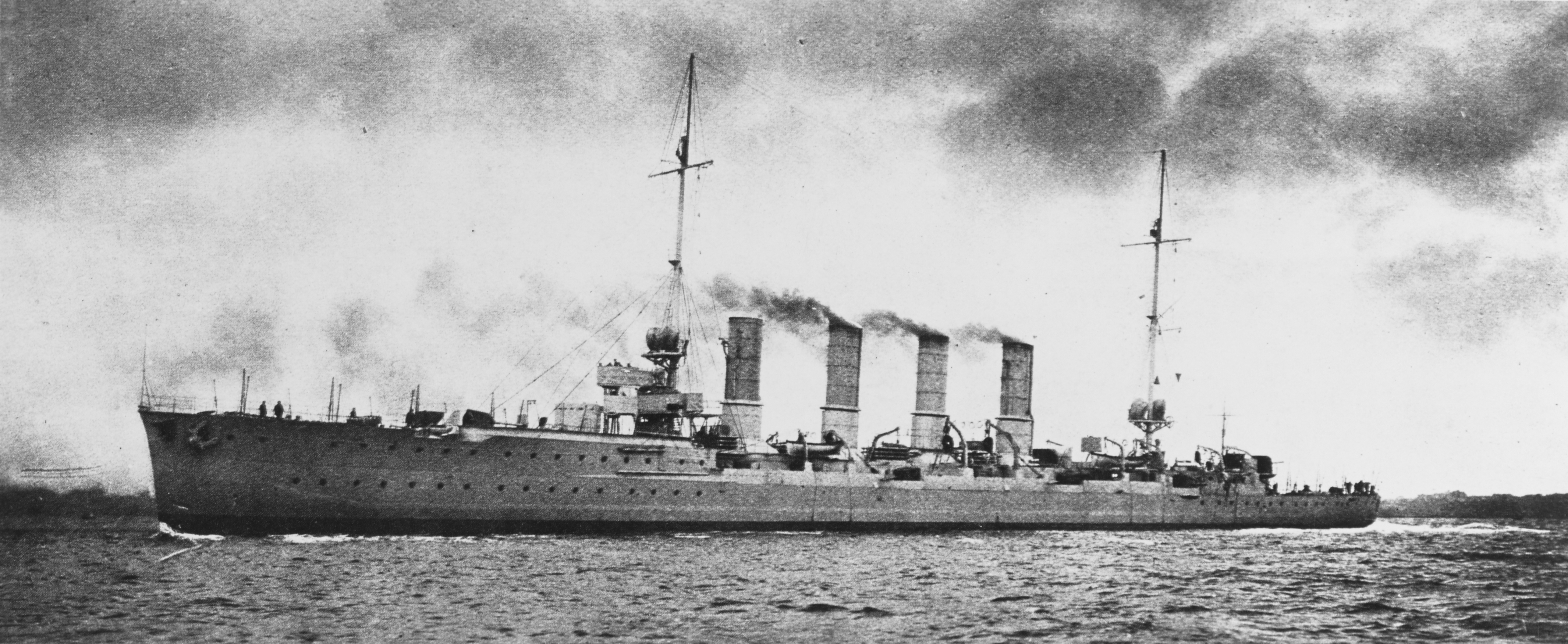
SMS „Rostock”

Stępkę pod „Ersatz Geier” (następcę wycofywanego starego krążownika „Geier”) położono w stoczni Howaldtswerke w Kilonii w 1911 roku. Ceremonia wodowania okrętu, któremu nadano nazwę „Rostock”, odbyła się 12 listopada 1912 roku, zaś przejęcie przez flotę 5 lutego 1914 roku. Krążownik wszedł w skład sił rozpoznawczych Hochseeflotte.
„Rostock” brał udział w bitwie na Dogger Bank 24 stycznia 1915 roku, następnie przez pewien czas operował na Bałtyku. W kwietniu 1916 roku wchodził w skład zespołu floty bombardującego Yarmouth. W dniach 31 maja i 1 czerwca 1916 roku brał udział w bitwie jutlandzkiej. Storpedowany przez brytyjski niszczyciel, został ostatecznie zatopiony torpedami towarzyszących mu niemieckich kontrtorpedowców. Na jego pokładzie zginęło 14 członków załogi.